# Tomàs Viladot i Rovira
Tomàs Viladot i Rovira (Sabadell, 17 o 23 de novembre de 1831 - 17 de febrer de 1903) fou un advocat i tinent d'alcalde de Sabadell. Es va casar amb Rosa Anton, filla de Joan Salas i Anton.

## Biografia
Advocat republicà federal, progressista i –en la terminologia de l'època– lliurepensador, era tota una institució en el Sabadell de finals del segle xix. Va fundar la lògia maçònica Ossiris, el 1880; la societat La Emancipación. Sociedad de Actos Civiles, el 1882, que promovia les cerimònies civils per a casaments i enterraments, i en gestionava els dificultosos tràmits prop del Registre civil; i el 1881, l'Ateneo Cosmófilo Enciclopédico, en què eren acceptades les dones, com a reacció contra l'Ateneu Sabadellenc, que era força classista. Portà a Sabadell la Institución Libre de Enseñanza –l'única fora de la central de Madrid– i les escoles laiques, entre d'altres, l'Escola Laica de la Dona. Va ser primer tinent d'alcalde de l'Ajuntament de Sabadell que presidia Joan Vivé i com a jutge municipal intervingué en els primers casaments civils que es van dur a terme a la ciutat.